# Filmabkommen
Ein Filmabkommen ist ein zwischen zwei oder mehreren Staaten getroffenes Abkommen, dass eine gesetzliche Grundlage für zwischenstaatliche Filmproduktionen darstellt. 
Wichtige Punkte, die ein Filmabkommen regelt, sind das Verhältnis zwischen Höhe der finanziellen Beteiligung und der daraus resultierenden Ansprüche auf künstlerische und technische Beteiligung am Film sowie auf Erlöse und Filmmaterial. Neben allgemeinen Bestimmungen zum Arbeits- und Eigentumsrecht sieht so ein Abkommen in der Regel auch Erleichterungen bei den Reisebestimmungen, beim Arbeitsrecht und bei der Ein- und Ausfuhr von technischem und anderem Drehmaterial vor.
Zur Überprüfung des Abkommens wird üblicherweise eine gemischte Kommission installiert, die sich aus Vertretern der Regierungen und von Fachkreisen der Vertragsländer zusammensetzt. Diese Kommission tritt regelmäßig, etwa jährlich, zusammen, sofern keine außerordentliche Einberufung stattfindet.
Es wird nach Höhe der finanziellen Beteiligung an den Herstellungskosten eines Films zwischen einem Minderheitsproduzenten und einem Mehrheitsproduzenten unterschieden. Dem Mehrheitsproduzenten kommen in der Folge mehr Rechte bei der Auswahl von Stab und Schauspielern zu, sowie höhere Anteile bei sämtlichen Erlösen. Das Land des Mehrheitsproduzenten ist in der Regel auch jenes, das bei Filmfestspielen oder anderen Ereignissen als Hauptproduktionsland genannt wird. Ausnahmebestimmungen können jedoch zum Beispiel auch das Land des Regisseurs als Herkunftsland des Films festlegen.

## Europäische Übereinkommen
1992 wurde von Mitgliedstaaten des Europarats das Europäische Übereinkommen über die Gemeinschaftsproduktion von Kinofilmen geschlossen (BGBl. 1994 II S. 3566, 3567), um die Weiterentwicklung der europäischen Gemeinschaftsproduktion von Kinofilmen nach einheitlichen Bestimmungen zu fördern. Dennoch haben viele EU-Staaten auch weiterhin bilaterale Filmabkommen, die weiter als das europäische Übereinkommen gehen.
Das Abkommen, das Koproduktionen zwischen österreichischen und deutschen Filmproduktionsgesellschaften regelt, ist das Koproduktionsabkommen Österreich – Deutschland. Dieses regelt die Aufteilung von Filmbesetzung und -stab sowie die Nationalität eines österreichisch-deutschen Filmwerkes in der Hinsicht auf die Teilnahme an Filmfestspielen.